# Stortingsvalet 2013
Stortingsvalget 2013 var ett rikstäckande allmänt val i Norge som ägde rum under hösten 2013 varvid de 169 platserna i Norges storting tillsattes för mandatperioden 2013–2017. Samtidigt hölls val till det norska sametinget. Valdag var måndagen 9 september, men 206 av landets 428 kommuner anordnade också röstning på söndagen 8 september.
3 641 994 norrmän hade rösträtt. Valdeltagandet var 2 848 139 eller 78,2 procent. Innan valet justerades mandatfördelningen mellan de 19 fylkena för att följa befolkningsutvecklingen sedan föregående val (2009). Fem fylken förlorade ett mandat vardera till fyra andra fylken. Oslo fick två nya mandat och valde tillhopa 19 representanter till Stortinget.
I valet ställde totalt 21 partier eller listor upp. Tretton partier, varav de sju som fanns representerade i Stortinget 2009–2013, ställde upp samtliga i fylken. De åtta andra partierna/grupperingarna kandiderade i upptill tolv fylken. Tre listor fanns bara i ett fylke.
Försöket med röstning via Internet, som första gången genomfördes i vissa kommuner vid kommunvalet 2011, fortsatte i stortingsvalet. En rad valobservatörer följde det.
Valresultatet blev en stor framgång för det borgerliga blocket (Høyre, Fremskrittspartiet, Kristelig Folkeparti och Venstre), som fick 96 mandat mot de rödgröna partiernas 72 (Arbeiderpartiet, Senterpartiet och Sosialistisk Venstreparti). En så stor majoritet har inget av blocken haft efter andra världskriget. Arbeiderpartiet gjorde sitt näst sämsta stortingsval sedan 1924, och Senterpartiet och Sosialistisk Venstre gjorde bägge sina sämsta stortingsval någonsin. Høyre blev valets vinnare med en framgång på 18 mandat. Venstre tog sig över fyraprocentsspärren för tilldelning av utjämningsmandat och fick med det en framgång på sju mandat. Miljøpartiet De Grønne blev för första gången representerat i Stortinget med ett mandat, från Oslo.
Efter valet meddelade statsminister Jens Stoltenberg att han kommer att begära regeringens avgång efter att ha lagt fram budgetpropositionen den 14 oktober 2013. Den 16 oktober tillträdde Regeringen Solberg, som bestod av representanter från Høyre och Fremskrittspartiet, ledd av Høyres partiledare Erna Solberg. I Stortinget fick den nya regeringen dessutom stöd av Kristelig Folkeparti och Venstre.

## Partier
Följande partier ställde upp i valet:
- Arbeiderpartiet/Arbeidarpartiet (Ap, ledare: Jens Stoltenberg)
- De Kristne (ledare: Erik Selle)
- Demokratene/Demokratane i Norge (DEM, ledare: Elisabeth Rue Strencbo)
- Det Liberale Folkepartiet (DLF, ledare: Vegard Martinsen)
- Folkelisten mot oljeboring i Lofoten, Vesterålen og Senja (förste kandidat: Øystein Meier Johannessen, Hemnes)
- Folkemakten (grundare: Siv Gørbitz)
- Fremskrittspartiet/Framstegspartiet (FrP, ledare: Siv Jensen)
- Høyre/Høgre (H, ledare: Erna Solberg)
- Kristelig/Kristeleg Folkeparti (KrF, ledare: Knut Arild Hareide)
- Kristent Samlingsparti (KSP, ledare: Ørnulf Nandrup)
- Kystpartiet (KYST, ledare: Bengt Stabrun Johansen)
- Miljøpartiet De Grønne/Dei Grøne (MDG, talespersoner: Hanna E. Marcussen och Harald August Nissen)
- Norges Kommunistiske Parti (NKP, ledare: Svend Haakon Jacobsen)
- Pensjonistpartiet (PP, ledare: Einar Lonstad)
- Piratpartiet (PIR, ledare: Øystein Jakobsen)
- Rødt/Raudt (R, ledare: Bjørnar Moxnes)
- Samfunnspartiet (ledare: Øystein Meier Johannessen)
- Senterpartiet (Sp, ledare: Liv Signe Navarsete)
- Sosialistisk Venstreparti (SV, ledare: Audun Lysbakken)
- Sykehus til Alta (förste kandidat: Raymond Londal, Alta)
- Venstre (V, ledare: Trine Skei Grande)